# Nynäshamn–Visby

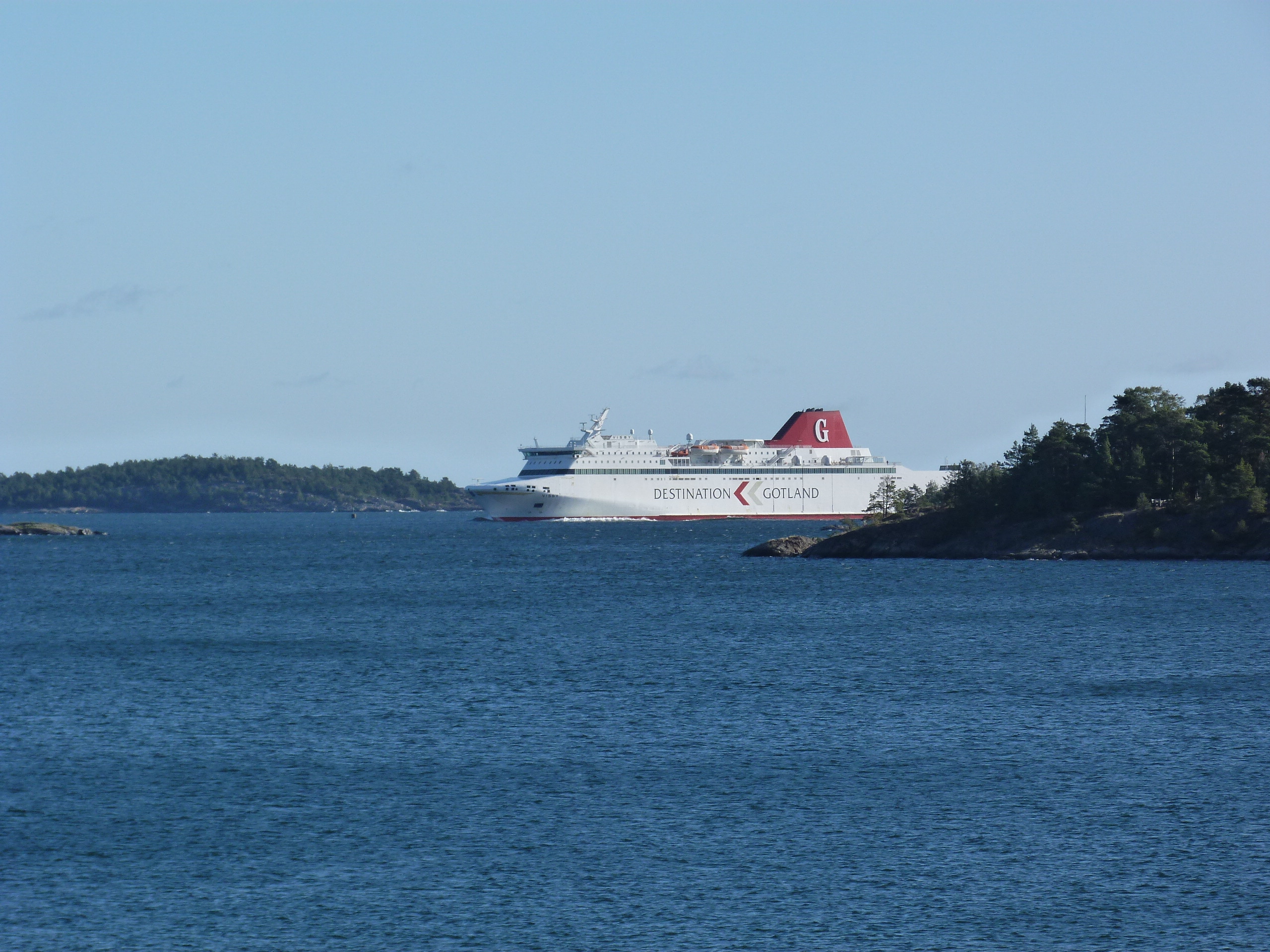
M/S Visby på väg in till Nynäshamn

Nynäshamn–Visby är en färjelinje som går från Nynäshamn till Visby och omvänt. Rederiet som sköter förbindelsen är Destination Gotland. På vintern går två turer per dag och på sommaren sex-åtta turer per dag. Överfarten tar 3 timmar och 15 minuter. Under 1990-talets senare hälft var restiden med katamaranen Patricia Olivia 2 timmar och 20 minuter.

## Hamnar

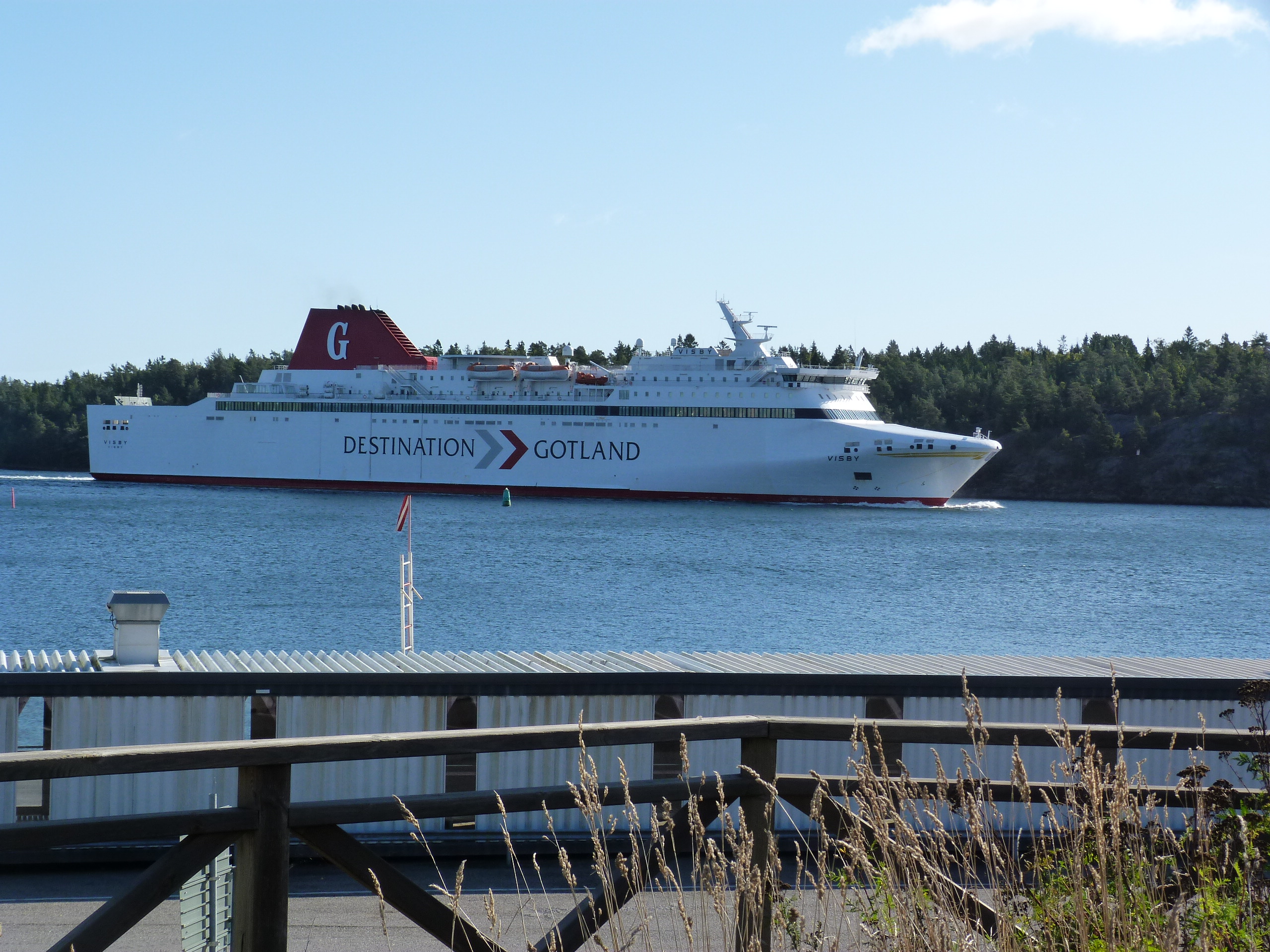
M/S Visby i Nynäshamns hamn

I Nynäshamn ligger hamnen ganska nära centrum. Riksväg 73 går dit. Det finns bussförbindelse till/från Stockholm till hamnen. Man kan åka pendeltåg till/från Nynäshamn också.
I Visby lägger båtarna till något söder om centrum. Det finns bussförbindelser.

## Fartyg
Fartygen går omväxlande på denna linje och på linjen Oskarshamn–Visby och Västervik-Visby

### Fartyg som för närvarande (vintern 2021-2022) trafikerar rutten
- M/S Visby (2018) är en stor snabbfärja som är 199,99 meter lång, kan gå i 28,5 knop och rymmer 1650 passagerare plus 500 bilar.

- M/S Gotland (2019), är en stor snabbfärja som är 199,99 meter lång, kan gå i 28,5 knop och rymmer 1650 passagerare plus 500 bilar.

### Fartyg som för närvarande (sommaren 2021) inte trafikerar rutten
- M/S Visby är en konventionell bilfärja, som är 196 meter lång, kan gå i 28,5 knop och rymmer 1 500 passagerare och 500 bilar. För tillfället då M/S Visby är utchartrad till DFDS

- M/S Drotten, är en konventionell bilfärja, som är 196 meter lång, kan gå i 28,5 knop och rymmer 1 500 passagerare och 500 bilar.

- HSC Gotlandia II är en snabbfärja, som är 121,9 meter lång, kan gå i 40 knop och rymmer 780 passagerare, och 60 bilar. Trafikerar bara Nynäshamn en gång i veckan.

- HSC Gotlandia är en snabbfärja, som är 112,5 meter lång, kan gå i 40 knop och rymmer 700 passagerare och 140 bilar. Hon används dock inte i trafiken längre, då hon är överflödig, men kan sättas in om det blir problem med andra fartyg.

## Historia
Passagerarbåtar har funnits på linjen sedan 1800-talet. År 1944 sänktes S/S Hansa, som var ett fartyg på linjen Nynäshamn–Visby, av en sovjetisk ubåt, varvid 84 personer omkom.